# Bolivia TV 7.2
Bolivia TV 7.2 (anteriormente conocida como Bolivia TV Deportes) es un canal de televisión pública en la Televisión digital terrestre en Bolivia. Fue lanzado el 29 de mayo de 2012 y es propiedad del gobierno boliviano, el cual opera el canal mediante la Empresa Estatal de Televisión del Estado Plurinacional de Bolivia.

## Historia

#### 1969-1985
Televisión Boliviana surgió el 30 agosto de 1969 mediante un decreto emitido por el entonces presidente Luis Adolfo Siles Salinas quien asumió el poder a la muerte del Gral. René Barrientos Ortuño.
La primera persona en aparecer en pantalla fue Tito Landa, el presentador que dio la bienvenida y presentó a los bolivianos el Canal 7 Televisión Boliviana. Entre el personal de planta se encontraban algunos extranjeros entre los que se contaba a Mario Struker y otra gente reconocida en el ámbito audiovisual.
Las personas que tenían un televisor en ese tiempo solamente lograban captar imágenes en blanco y negro. Los despachos internacionales eran recibidos a través de teletipo mediante la agencia de noticias DPA, pero el mismo no era inmediato y las noticias eran conocidas por los bolivianos dos días después de que los hechos sucedían en el mundo.
Una de las hazañas que se logró en ese entonces fue la conexión entre dos departamentos cuando se hizo una transmisión simultánea entre El Alto y Santa Cruz de la Sierra.
Durante la década de los 60 Televisión Boliviana comenzó con la producción propia para ser difundida al resto del país. Mabel Rivera, directora del teatro "El Arlequín" implementó un programa infantil en el que cada semana se presentaba cuentos como Blanca Nieves, Caperucita Roja y otros. Para media hora de programa se necesitaba un plantel de 50 personas para la construcción del set.
En esa misma década nació el programa "Enfoques", dirigido y producido por el comunicador Mario "Cucho" Vargas. En este programa se realizaban presentaciones de artistas nacionales e internacionales.
A la llegada de la década de los 80 Televisión Boliviana se convierte en ENTB (Empresa Nación de Televisión Boliviana).

#### 1985-1999
Con la llegada de la Democracia a Bolivia los canales privados comenzaron a multiplicarse con la emisión de enlatados norteamericanos de todo tipo. En este contexto ENTB continúa con su labor informativa y educativa.
A finales de los 80 los analistas políticos como Carlos Mesa toman las pantallas de televisión y se inicia una era en la que la opinión pública es formada por lo que a partir de los años noventa se llamaría los "todólogos".
Las empresas y redes de Televisión comienzan a tornarse fuertes mientras que la información estatal disminuye y ENTB comienza a responder a objetivos propagandísticos de los gobiernos neoliberales.

#### 2006-2009
A la llegada del presidente Evo Morales y la aplicación de la Constitución Política del Estado Plurinacional de Bolivia en todo el territorio nacional se comenzó a recuperar los valores éticos del canal estatal.
De esa manera se determinó crear en abril de 2009 la empresa Bolivia TV con el objetivo de reflejar la realidad nacional de una manera concreta y veraz. De ahí que la información difundida por este canal se constituye en la oficial del Estado Plurinacional de Bolivia.

## Historia
Bolivia TV 7.2 se estrenó el 29 de mayo de 2014, como señal alternativa de BTV y su crecimiento estuvo ligado al incremento de pautas comerciales. En junio fue nombrado como Bolivia TV +HD, emitiendo en ese entonces eventos culturales y deportivos las 24 horas, durante 2012 y 2015; siendo la señal alternativa de 7.1 que difundía, a tiempo completo, las actividades políticas del Presidente Evo Morales, para luego en 2015, recibir el nombre de Bolivia TV Deportes, hasta el 11 de noviembre de 2019.
Cuando se llamaba Bolivia TV Deportes tenía en la mayoría de su programación, materiales relacionados con todo tipo de eventos deportivos. A partir de 2014, emitió una programación de fútbol más allá de la Liga boliviana transmitiendo los partidos relevantes de las Ligas de fútbol a nivel mundial, entre ellas el Mundial de Brasil y en el segundo semestre transmitió  los partidos de la UEFA Champions League, debido a que era el único canal que tenía señal digital HD en cuatro años hasta 2018 (año de promoción del Apagón Analógico), y eventos de Rally Dakar, hasta la versión 2018. 
Desde 2015 decidió emitir eventos deportivos organizados en territorio nacional como los Juegos Estudiantiles Plurinacionales, eventos de moto-ciclismo y ciclismo, carreras pedestres por cada ciudad importante de Bolivia y, por último, adquirió los derechos de transmisión de Juegos Suramericanos Cocha 2018 (incluido el género escolar/estudiantil).
A partir del segundo semestre de 2018, el canal decidió emitir repeticiones de eventos de Juegos Suramericanos hasta terminar el año y programas que no tenían espacio en la señal 7.1, ya que volvió a consumir gran parte de su diaria programación en difundir propaganda política a favor del partido del gobierno. También emitió en señal abierta el evento deportivo Copa América 2019.
A partir de diciembre de 2019, se regreso a su nombre formal "Bolivia TV 7.2", recortando espacio para eventos deportivos y rellenando el espacio con programación generalizado del 7.1, a excepción de BTV Noticias.

## Bolivia TV 7.2 crea un espacio para cortometrajes nacionales
El espacio de difusión de cortometrajes nacionales “Hasta 30 Cortometrajes 100% bolivianos” es la primera experiencia de promoción de producciones audiovisuales de menos de 30 minutos, en el país. Cada sábado, a las 20:30, y domingo, a las 08:00 (reprís), se proyectarán dos cortometrajes a través de la señal de televisión abierta de Bolivia TV 7.2.
El sector se estrenará hoy (2 de mayo). Los dos primeros cortometrajes que serán parte del espacio son: “Pasajeros de la vida”, de Rubén Condori; y “Siete días”, de Sergio Fernández. El proyecto fue gestionado por el Movimiento del Nuevo Cine y Video Boliviano (MNCVB) y la Agencia del Desarrollo del Cine y Audiovisual Boliviano (Adecine), con la colaboración de Bolivia Tv.
“Antes de la cuarentena tuvimos reuniones con el movimiento de cineastas (MNCVB) y la directora de la Adecine (Roxana Moyano). En las tratativas definimos publicar cortometrajes bolivianos en la señal de Bolivia TV. Y ahora estamos aprovechando la cuarentena para que la gente pueda disfrutar de esas producciones”, dijo el director de Deportes y Creatividad del canal estatal Bolivia TV 7.2, Rubén Choque Vaca.
“Desarrollamos el espacio con el objetivo de poder promocionar y visibilizar a nuestros productores. En el país, no se tienen espacios para la difusión de los cortometrajes. No se conoce los trabajos y menos a los autores. Es la primera vez que se consigue algo así con la gestión de la Adecine”, apuntó el cineasta Reynaldo Lima, miembro del MNCVB.
Entre las producciones se verán cortometrajes ganadores del Concurso Municipal Amalia de Gallardo, y otros trabajos nacionales. “Son producciones que no llegan a 30 minutos, por eso el nombre del espacio. Con el tiempo, prevemos proyectar también películas, en busca de promocionar a los autores”, añadió Lima.
La iniciativa busca que los productores nacionales cuenten con un espacio para difundir sus producciones para todo el país y que la población conozca la carrera y trayectoria de los cineastas bolivianos. Más adelante, el proyecto contará con los productores, directores, directores de arte y otros en los estudios para que puedan dialogar sobre su carrera y trabajo. “Ahora no es posible por la cuarentena”, comentó Lima.
Los cortometrajes que serán proyectados se anunciarán cada semana con una pequeña sinopsis del trabajo. Para más información, visitar la página de Facebook: Adecine Bolivia.